# Torre de San Roque
La torre de San Roque, se encuentra en la Partida de Montiver al norte de Sagunto, en la comarca del Campo de Morvedre, en la provincia de Valencia. También denominada Torre de Roc, Torre alquerieta de Roc, está declarada Bien de interés cultural con número de anotación ministerial: R-I-51-0010927, y fecha de anotación 12 de noviembre de 2002.

## Descripción histórico-artística
La Torre de San Roque se alza en la parte oeste del término de Sagunto, en terreno llano en el margen izquierdo del río Palancia, rodeada de campos de naranjos y nispereros. El acceso se realiza cruzando el río por el puente que hay al final de la Avenida dels Sants de la Pedra, tomando el camino de la izquierda hasta encontrar el camino de la Rosana a mano derecha.
Se trata de una torre de defensa. De las que se construyeron a partir de 1575, cuando el rey Felipe II encargó al virrey de Valencia, Vespasiano Gonzaga y Colonna, un estudio de defensa del litoral, consecuencia del cual, durante el siglo XVI, la costa de la provincia de Valencia contaba con alrededor de trece torres de vigilancia y defensa.
Pese a ello, el hecho de tener la vivienda de dos pisos adosada en su lado sur, junto a otros detalles como la medida de la entrada y el corto número de aspilleras, hacen pensar en su capacidad defensiva limitada, que serviría solo a los habitantes de la alquería, por lo cual se podría relacionar con las alquerías fortificadas de la huerta y formalmente con las masías fortificadas de Gerona, datadas en algunos casos en el siglo XVI.
Es de planta cuadrada y tiene tres plantas, aunque actualmente se mantienen solamente los paramentos exteriores en regular estado de conservación y parcialmente desmochados. Está construida de mampostería reforzada con sillares en las esquinas. Destacan su puerta que presenta un arco de medio punto y los matacanes, desaparecidos en parte.